# (234294) Pappsándor
(234294) Pappsándor est un astéroïde de la ceinture principale.

## Description
(234294) Pappsándor est un astéroïde de la ceinture principale. Il fut découvert le 31 décembre 2000 à Piszkéstető par Krisztián Sárneczky et László L. Kiss. Il présente une orbite caractérisée par un demi-grand axe de 2,80 UA, une excentricité de 0,12 et une inclinaison de 3,9° par rapport à l'écliptique.

## Compléments